# Acklins
Acklins es una isla y distrito de Bahamas. Es parte de un archipiélago situado en la llamada cuenca marina de Acklins, entre cuyas islas, la más grande es Crooked Island (76 millas cuadradas) en el norte y Acklins (120 sq mi) en el sureste, y las más pequeñas son Cayo Largo [(una vez conocido como Fortune Island) 8sq mi] en el noroeste, y el Castillo de la Isla en el sur. Los Acklins y Crooked Islands se encuentra a unos 239 millas al sureste de Nassau.
Las islas fueron colonizadas por norteamericanos leales a la Corona Británica a finales de los años 1780 que establecieron las plantaciones de algodón, y emplearon a más de 1000 esclavos. Después de la abolición de la esclavitud en el Imperio Británico estas actividades se convirtieron en poco rentables económicamente, por lo que los habitantes desarrollaron una actividad de pesca y de agricultura e hicieron comercio con esponjas a pequeña escala. 
La ciudad principal en el grupo es Coronel Hill en Crooked Island. Albert Town, en Cayo Largo, ahora escasamente poblada, una vez fue una próspera ciudad pequeña. También sirvió como puerto para la transferencia de estibadores en busca de trabajo en los buques en tránsito. 
La población ha disminuido significativamente, pasando de 1561 habitantes en 1901 a 428 en Acklins, en el censo de 2000. En 2000 asimismo, Crooked Island contaba con 350 personas. 
Se cree que la primera Oficina de Correos en las Bahamas estuvo situada en Pitt's Town en Crooked Island.
Las islas de Crooked y Acklins han sido identificadas con la isla llamada "Isabela" por Cristóbal Colón en su Primer Viaje a América.